# Roque Santeiro
A Roque Santeiro egy 1985-ös brazil sorozat, amit 1985. június 24. és 1986. február 22. között sugárzott először a Globo.  A sorozat első vetítésekor hatalmas sikert ért el Brazíliában, az egyik legjobb telenovellának van számon tartva. Átlagosan 60 millió nézője volt a sorozatnak.

## Történet
A történet egy kitalált északkelet-brazíliai kisvárosban, Asa Brancában játszódik. 17 évvel a történet előtt megöltek banditák egy helyi ministránst Luís Roque Duartét (José Wilker), akit mindenki Roque Santeiro néven ismert, aki életét adta azért, hogy megmentse a helyieket a veszélyes Navalhadatól  (Oswaldo Loureiro), aki a várost meghódította. A helyiek csodatételeket társítanak Roque Santieróhoz, amikből legendák születnek, az emberek szentté szeretnék őt avatni az állítólagos csodatettei miatt. Roque Santeiro így válik legendává, amivel Asa Branca város ismert zarándokúttá válik. A legendák olyan emberek érdeklődését is felkeltik, akik Roque Santeiro nevéből csak hasznot akarnak húzni. 
Ám közben kiderül, hogy Roque Santeiro mégsem halt meg és hamarosan megjelenik Asa Brancában és a nevéből nyerészkedő embereket megfenyegeti, hogy véget vet mindennek és felfedi valódi kilétét a lakosság előtt. 
Asa Branca befolyásos politikusai, egyházi és gazdasági személyei két táborra szakadnak: az egyik tábor szerint fel kell fedni az igazságot a másik szerint fenn kell tartani a hazugságot Roque Santeiróról. Három ember van aki a legkevésbé szeretné, hogy Roque visszatérjen a városba: a konzervatív Hipólito atya (Paulo Gracindo) , Flô Abelha (Ary Fontoura) polgármester, az üzletember Zé das Medalhas és a helyi,  a semmiből lett kiskirály Sinhozinho Malta; aki ráadásul a szenvedélyes és extravagáns Porcina szeretője, aki nem más mint Roque özvegye. 
Azonban ott vannak, akik szeretnék ha az igazság nyílvánosság válna: Albano atya, aki szembefordul Hipolitó atyával, hisz előbb az egyház hivatalos tanait, addig Albano atya a felszabadítási teológia tanait követi. Albano atya a Asa Branca munkásai érdekeiért is harcol és közben beleszeret Tâniaba, az egyik legfőbb riválisának, Sinhozinho Maltának a lányába. 
Roque visszatérése Asa Brancába felforgatja Mocinha életét: Mocinha volt egykoron Roque valódi menyasszonya, aki sosem hitt Roque eltűnésében és mindvégig visszavárta őt, habár úgy tudta ő is hogy halott. A város hétköznapjait felkavarja Matilde érkezése, Sinhozinho barátnője, aki felépíteti a város egyetlen hoteljét: Pousada do Sossego néven. 
A városba érkezik emellett Gérson do Valle filmes a stábjával, hogy elkészítsék Roque Santeiroról szóló életét. A filmhez érkezik Linda Bastos színész, akibe Gérson beleszeret. Emellett a másik színész Roberto Mathias, egy nőfaló, aki viszonyt folytat Porcinával, Tâniaval és Dona Lulu Aragãoval egyszerre, utóbbi Ze das Medalhas elnyomott felesége. 
Asa Branca lakóit rettegésben tartja egy állítólagos vérfarkas is, amely teliholdkor megjelenik és nőket támad meg. Az elsőszámú gyanúsítottként Astromar Junqueira jelenik meg, akiről köztudott hogy kedveli a fekete mágiát, aki Mochinába szintén beleszeret, de szülei támogatásának ellenére a nő mégis elutasítja a férfit.

## Szereplők
| Színész              | Karakter                                    |
| -------------------- | ------------------------------------------- |
| Regina Duarte        | Porcina (Porcina da Silva)                  |
| Lima Duarte          | Sinhozinho Malta (Francisco Teixeira Malta) |
| José Wilker          | Roque Santeiro (Luís Roque Duarte)          |
| Ary Fontoura         | Prefeito Florindo Abelha                    |
| Eloísa Mafalda       | Dona Pombinha (Ambrosina Abelha)            |
| Yoná Magalhães       | Matilde                                     |
| Armando Bógus        | Zé das Medalhas (José Ribamar de Aragão)    |
| Lídia Brondi         | Tânia Magalhães Malta                       |
| Fábio Júnior         | Roberto Mathias                             |
| Paulo Gracindo       | Hipólito atya                               |
| Cláudio Cavalcanti   | Albano atya, o "Padre Vermelho"             |
| Lucinha Lins         | Mocinha Abelha                              |
| Cássia Kis Magro     | Lulu (Lugolina de Aragão)                   |
| Rui Resende          | Professor Astromar Junqueira                |
| Patrícia Pillar      | Linda Bastos                                |
| Ewerton de Castro    | Gérson do Valle                             |
| Luiz Armando Queiroz | Tito Moreira França                         |
| Elisângela           | Marilda                                     |
| Oswaldo Loureiro     | Navalhada (Aparício Limeira)                |
| Nélia Paula          | Amparito Hernandez                          |
| Othon Bastos         | Ronaldo César                               |
| Arnaud Rodrigues     | Cego Jeremias                               |
| Walter Breda         | Francisco                                   |
| Wanda Kosmo          | Dona Marcelina Magalhães                    |
| João Carlos Barroso  | Toninho Jiló                                |
| Nelson Dantas        | Beato Salu                                  |
| Maurício do Valle    | Delegado Feijó                              |
| Ísis de Oliveira     | Rosaly                                      |
| Cláudia Raia         | Ninon (Maria do Carmo)                      |
| Maurício Mattar      | João Ligeiro (João Duarte)                  |
| Cláudia Costa        | Carla                                       |
| Alexandre Frota      | Luizão (Luiz Cláudio)                       |
| Ilva Niño            | Mina (Filismina)                            |
| Tony Tornado         | Rodésio                                     |
| Waldyr Sant'anna     | Terêncio Apolinário                         |
| Cristina Galvão      | Dondinha                                    |
| Lutero Luiz          | Doutor Cazuza                               |
| Angela Leal          | Odete                                       |
| Regina Dourado       | Efigênia                                    |
| Lícia Magna          | Ciana                                       |
| Ângela Figueiredo    | Selma Sotero                                |
| Leina Krespi         | Maria Igarapé                               |
| Lilian Lemmertz      | Margarida Malta                             |
| Dedina Bernardelli   | Ângela Flores                               |
| Vera Manhães         | Noêmia (wife of the prosecutor)             |
| Luiz Magnelli        | Decembrino                                  |
| Edyr de Castro       | Nininha                                     |
| Arthur Costa Filho   | Dr. Cipó                                    |
| Fernando José        | Oliveira                                    |
| Hemílcio Fróes       | Colméia                                     |
| Gilson Moura         | Tião                                        |
| Gabriela Senra       | Lulu (child)                                |
| José de Freitas      | Deputado Ferreira de Jesus                  |
| Heloísa Helena       | Madre Felícia                               |
| Izabella Bicalho     | Porcina da Silva (young)                    |
| Lu Mendonça          | Rosa                                        |
| Tonico e Tinoco      | themselves                                  |
| Jorge Coutinho       | Seu Devagar                                 |
| Dhu Moraes           | Dona Maricota                               |
| Vera Lúcia           | Tia Sinhá Maria                             |

## Érdekességek
- Regina Duarte, Cassia Kis és Eloísa Mafalda később együtt szerepeltek a Mindent a szerelemért sorozatban.
- Yoná Magalhães , Lima Duarte és José Wilker később együtt szerepeltek a Következő áldozat sorozatban.
- A főcímben több kép látható: az első képen a gazdák libasorban menetelnek, egy falevél erezetén. A második képen egy játékrepülő repül el egy behunyt szemű krokodil felett, a harmadik képen egy gazda a traktorjával és két gyalogoló munkással megy egy gabonaszemen végig. A negyedik képen egy vonat zakatol ki egy málnából, majd egy motoros hajt át egy kokuszdión, ezután egy gazda megy végig egy banánon a marháival. Az utolsó előtti képen elsőre egy hajót látunk forogni a vízben, de kiderül ahogy távolodik a kamera, hogy ez egy pillangoszárny, az utolsó képen a forgalmat egy tavirózsán elhelyezett játékautók jelképezik.  A főcímben bluebox technikát alkalmaztak és a valóságban egy repülőtér kifutópályáját vették igénybe a főcím forgatásához: kék színűre festettek egy felületet, amivel kék sémát alkalmaztak hogy a szürreális háttérbe beszúrják a falevelet, krokodilt, gabonaszemet. [2]